# Samuel L. Jackson
Samuel Leroy Jackson (Washington, 21 dicembre 1948) è un attore e produttore cinematografico statunitense.
Interprete di numerose pellicole di successo, è famoso principalmente per i suoi ruoli nei film diretti da Spike Lee e Quentin Tarantino; con Lee ha preso parte a Aule turbolente (1988), Fa' la cosa giusta (1989), Mo' Better Blues (1990), Jungle Fever (1991), Oldboy (2013) e Chi-Raq (2015); con Tarantino a Pulp Fiction (1994), Jackie Brown (1997), Django Unchained (2012) e The Hateful Eight (2015), mentre è apparso per un cameo in Kill Bill: Volume 2 (2004), come voce narrante in Bastardi senza gloria (2009) e come attore nel film scritto da Tarantino Una vita al massimo (1993).
Ruoli di particolare rilievo da lui interpretati sono il Maestro Jedi Mace Windu nella trilogia prequel di Star Wars, il direttore dello S.H.I.E.L.D. Nick Fury nel Marvel Cinematic Universe e lo spietato Preston Packard in Kong: Skull Island (2017). Nei primi anni della carriera ha lavorato con Bruce Willis in diverse pellicole tra cui Pulp Fiction (1994), ricevendo per questa una nomination all'Oscar al miglior attore non protagonista (vinto quell'anno da Martin Landau per Ed Wood), Die Hard - Duri a morire (1995) e, successivamente, i due hanno condiviso lo schermo anche in Unbreakable - Il predestinato (2000) e Glass (2019) di M. Night Shyamalan.
Nel 2009 è stato inserito nel libro dei Guinness dei primati come attore che in carriera ha realizzato il record di incassi al botteghino e non, con una somma di 7,42 miliardi di dollari lordi maturata in 68 apparizioni cinematografiche. Dal 2005 al 2016 ha detenuto il record di attore con il maggiore incasso al box office americano, superato da Harrison Ford. Nel 2019 grazie ai film Captain Marvel, Avengers: Endgame, in cui fa un cameo, e Spider-Man: Far from Home, supera nuovamente Ford.
Nel 2022 gli è stato assegnato l'Oscar alla carriera.

## Biografia
È nato a Washington da Elizabeth Montgomery, una casalinga di origini Cherokee, e Roy Henry Jackson, ma è cresciuto con la madre e i nonni a Chattanooga nel Tennessee. Il padre viveva invece a Kansas City nel Missouri e Jackson ebbe occasione di incontrarlo solamente due volte, prima della morte per alcolismo. Fin da piccolo soffre di una leggera forma di balbuzie.
Si laurea nel 1972 presso il Morehouse College ad Atlanta, Georgia.

## Carriera

### Primi ruoli
Inizia a recitare in molti spot pubblicitari e per la prima volta appare in Together for Days, diretto da Michael Schultz. Successivamente si trasferisce a New York, dove entra nella compagnia teatrale Negro Ensemble (nella quale partecipa la futura star del cinema Morgan Freeman), e viene assunto come intrattenitore per il pubblico durante le pause nello show di Bill Cosby. Appare in un ruolo minore nel film diretto da Miloš Forman Ragtime (1981) e ne Il principe cerca moglie (1988) di John Landis. Dopo queste prime positive esperienze, si trova invece ad interpretare ruoli marginali ed entra nella dipendenza dall'alcool e dalla cocaina. L'occasione del riscatto arriva dal regista Spike Lee. Dopo Fa' la cosa giusta (1989) e Mo' Better Blues (1990), appare in Jungle Fever (1991) dove interpreta un tossicodipendente e vince un premio speciale (istituito apposta) come migliore attore non protagonista al Festival di Cannes.

### Il successo
Dopo il successo di Jungle Fever comincia a lavorare con grandi registi che gli affidano ruoli in pellicole importanti come Quei bravi ragazzi di Martin Scorsese, Jurassic Park di Steven Spielberg e nel 1994 arriva la definitiva consacrazione con Pulp Fiction di Quentin Tarantino ottenendo una nomination all'Oscar. Nel 1995 partecipa a Die Hard - Duri a morire con Bruce Willis e Jeremy Irons. Nonostante partecipi a grandi produzioni hollywoodiane si cimenta anche nel cinema indipendente lavorando all'esordio di Steve Buscemi dietro la macchina da presa in Mosche da bar del 1996. Nel 1997 torna a lavorare con Tarantino nel film Jackie Brown e vince un Orso d'argento come miglior attore al Festival di Berlino. Nel 1998 partecipa al film Il violino rosso.
Con il finire degli anni novanta si apre il periodo di collaborazione con produzioni ad alto budget: colleziona parti in film importanti come la saga di Guerre stellari: Star Wars - Episodio I - La minaccia fantasma, Star Wars - Episodio II - L'attacco dei cloni e Star Wars - Episodio III - La vendetta dei Sith diretti da George Lucas. Compare anche in un cameo in Kill Bill: Volume 2 (2004) dell'amico Tarantino.
Nel 2007 è protagonista di due pellicole: 1408 trasposizione di un romanzo di Stephen King e in Jumper - Senza confini con Hayden Christensen. Mentre si dedica al doppiaggio come voce narrante nel Farce of the Penguins e riprende il suo personaggio nella versione animata in Star Wars: The Clone Wars, nel 2008 gira La terrazza sul lago, dove interpreta un poliziotto razzista che non accetta la relazione interrazziale dei suoi vicini; inoltre è presente in Soul Men con Bernie Mac e The Spirit di Frank Miller.
Nel 2002, il disegnatore Brian Hitch e lo sceneggiatore Mark Millar misero in cantiere la serie The Ultimates, versione aggiornata dei Vendicatori per l'Universo Ultimate; per l'occasione, i due elaborarono un nuovo look per Nick Fury, modellandolo sulle sembianze di Jackson (in effetti molti attori furono presi a modello per i volti dei protagonisti; in un episodio, la squadra scherza su questo chiedendo a Fury chi metterebbe nel cast di un film sugli Ultimates); questo influì in seguito sulla decisione da parte di Marvel Studios e Paramount di scritturarlo. A partire dal 2008, impersona il direttore dello S.H.I.E.L.D. Nick Fury nei film del Marvel Cinematic Universe Iron Man (2008), Iron Man 2 (2010), Thor (2011), Captain America - Il primo Vendicatore (2011), The Avengers (2012), Captain America: The Winter Soldier (2014), Avengers: Age of Ultron (2015), Avengers: Infinity War (2018), Captain Marvel (2019), Avengers: Endgame (2019), Spider-Man: Far from Home (2019) e The Marvels (2023). Riprende inoltre lo stesso ruolo anche in alcuni episodi della serie (collegata ai film) Agents of S.H.I.E.L.D. e come protagonista in Secret Invasion.
Nel 2004 presta la voce a Frank Tenpenny, un poliziotto e antagonista principale del videogioco Grand Theft Auto: San Andreas. Nel 2009 torna a collaborare con Tarantino in Bastardi senza gloria come voce narrante.
Nel 2010 recita ne I poliziotti di riserva e Unthinkable e l'anno successivo è protagonista insieme a Tommy Lee Jones del film televisivo Sunset Limited diretto da quest'ultimo, tratto dall'omonima opera teatrale di Cormac McCarthy di cui è anche sceneggiatore. Nel 2012 è in Django Unchained di Tarantino, in cui recita al fianco di Jamie Foxx, Christoph Waltz e Leonardo DiCaprio, ed anche nel remake firmato da Spike Lee Oldboy. Nel 2014 interpreta poi il ruolo dell'eccentrico antagonista in Kingsman: Secret Service, scelto da Matthew Vaughn per sovvertire lo stereotipo dei film americani con antagonisti inglesi. Ha accettato il ruolo in quanto fan dei film di James Bond, di cui aveva sempre sognato essere nel cast e l'attore si è ispirato per il personaggio alla balbuzie di cui soffriva da piccolo.
Nel 2015 interpreta il maggiore Marquis Warren in The Hateful Eight di Quentin Tarantino, alla sesta collaborazione con il regista. L'anno successivo figura nel cast di The Legend of Tarzan diretto da David Yates, con Alexander Skarsgård, Margot Robbie e Christoph Waltz, e in Miss Peregrine - La casa dei ragazzi speciali diretto da Tim Burton, con Asa Butterfield e Judi Dench.
Il 24 giugno 2021 l'Academy ha comunicato che all'attore sarà riconosciuto un Oscar alla carriera nel 2022.

## Vita privata
Nel 1980 si è sposato con l'attrice LaTanya Richardson ed è padre di una figlia, Zoe (1982).

### Politica
È sostenitore del Partito Democratico americano e nel corso del 2008 durante le primarie democratiche, ha fatto una campagna per l'allora senatore dell'Illinois Barack Obama a Texarkana, Texas. Di lui ha detto: 

## Filmografia

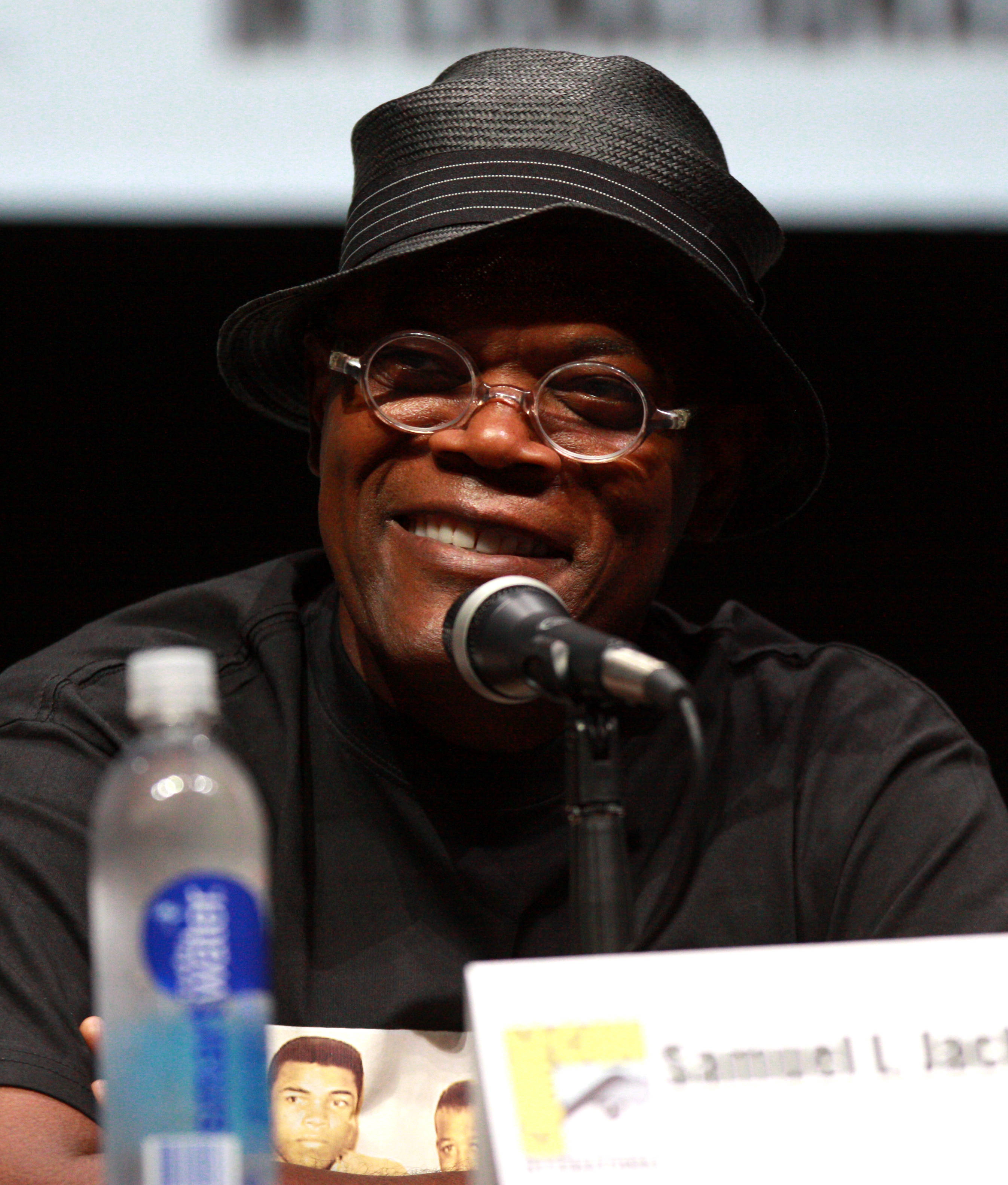
Samuel L. Jackson al San Diego Comic-Con International 2013

### Attore

#### Cinema
- Together for Days, regia di Michael Schultz (1972)
- Exterminator, regia di James Glickenhaus (1980) - non accreditato
- Ragtime, regia di Miloš Forman (1981)
- Magic Sticks, regia di Peter Keglevic (1987)
- Nudo e crudo (Eddie Murphy Raw), regia di Robert Townsend (1987)
- Aule turbolente (School Daze), regia di Spike Lee (1988)
- Il principe cerca moglie (Coming to America), regia di John Landis (1988)
- Fa' la cosa giusta (Do the Right Thing), regia di Spike Lee (1989)
- Seduzione pericolosa (Sea of Love), regia di Harold Becker (1989)
- Come fare carriera... molto disonestamente (A Shock to the System), regia di Jan Egleson (1990)
- Def by Temptation, regia di James Bond III (1990)
- Il matrimonio di Betsy (Betsy's Wedding), regia di Alan Alda (1990)
- Mo' Better Blues, regia di Spike Lee (1990)
- L'esorcista III (The Exorcist III), regia di William Peter Blatty (1990)
- Quei bravi ragazzi (Goodfellas), regia di Martin Scorsese (1990)
- Il ritorno di Superfly (The Return of Superfly), regia di Sig Shore (1990)
- Jungle Fever, regia di Spike Lee (1991)
- Johnny Suede, regia di Tom DiCillo (1991)
- Strictly Business, regia di Kevin Hooks (1991)
- Due vite in pericolo (Jumpin' at the Boneyard), regia di Jeff Stanzler (1991)
- Juice, regia di Ernest Dickerson (1992)
- Presagio di morte (Father & Sons), regia di Paul Mones (1992)
- White Sands - Tracce nella sabbia (White Sands), regia di Roger Donaldson (1992)
- Giochi di potere (Patriot Games), regia di Phillip Noyce (1992)
- Palle in canna (Loaded Weapon 1), regia di Gene Quintano (1993)
- Amos & Andrew, regia di E. Max Frye (1993)
- Nella giungla di cemento (Menace II Society), regia di Albert e Allen Hughes (1993)
- Jurassic Park, regia di Steven Spielberg (1993)
- Una vita al massimo (True Romance), regia di Tony Scott (1993)
- Fresh, regia di Boaz Yakin (1994)
- Hail Caesar, regia di Anthony Michael Hall (1994)
- Pulp Fiction, regia di Quentin Tarantino (1994)
- New Age - Nuove tendenze (The New Age), regia di Michael Tolkin (1994)
- Alla ricerca di Jimmy (The Search of Jimmy One Eye), regia di Sam Henry Kass (1994)
- Lontano da Isaiah (Losing Isaiah), regia di Stephen Gyllenhaal (1995)
- Il bacio della morte (Kiss of Death), regia di Barbet Schroeder (1995)
- Die Hard - Duri a morire (Die Hard: With a Vengeance), regia di John McTiernan (1995)
- Sydney (Hard Eight), regia di Paul Thomas Anderson (1996)
- La grande promessa (The Great White Hype), regia di Reginald Hudlin (1996)
- Mosche da bar (Trees Lounge), regia di Steve Buscemi (1996)
- Il momento di uccidere (A Time to Kill), regia di Joel Schumacher (1996)
- Spy (The Long Kiss Goodnight), regia di Renny Harlin (1996)
- Codice omicidio 187 (One Eight Seven), regia di Kevin Reynolds (1997)
- La baia di Eva (Eve's Bayou), regia di Kasi Lemmons (1997)
- Jackie Brown, regia di Quentin Tarantino (1997)
- Sfera (Sphere), regia di Barry Levinson (1998)
- Out of Sight, regia di Steven Soderbergh (1998)
- Il negoziatore (The Negotiator), regia di F. Gary Gray (1998)
- Il violino rosso (Le Violon rouge), regia di François Girard (1998)
- Star Wars - Episodio I - La minaccia fantasma (Star Wars: Episode I - The Phantom Menace), regia di George Lucas (1999)
- Blu profondo (Deep Blue Sea), regia di Renny Harlin (1999)
- Regole d'onore (Rules of Engagement), regia di William Friedkin (2000)
- Shaft, regia di John Singleton (2000)
- Unbreakable - Il predestinato (Unbreakable), regia di M. Night Shyamalan (2000)
- Any Given Wednesday, regia di Neil Mandt - cortometraggio (2000)
- Crime Shades (The Caveman's Valentine), regia di Kasi Lemmons (2001)
- Codice 51 (The 51st State), regia di Ronny Yu (2001)
- Ipotesi di reato (Changing Lanes), regia di Roger Michell (2002)
- Star Wars - Episodio II - L'attacco dei cloni (Star Wars: Episode II - Attack of the Clones), regia di George Lucas (2002)
- No Good Deed - Inganni svelati (No Good Deed), regia di Bob Rafelson (2002)
- The Comeback, regia di Trent Cooper - cortometraggio (2002)
- xXx, regia di Rob Cohen (2002)
- Basic, regia di John McTiernan (2003)
- S.W.A.T. - Squadra speciale anticrimine (S.W.A.T.), regia di Clark Johnson (2003)
- In My Country (Country of My Skull), regia di John Boorman (2003)
- La tela dell'assassino (Twisted), regia di Philip Kaufman (2004)
- Kill Bill: Volume 2, regia di Quentin Tarantino (2004)
- Coach Carter, regia di Thomas Carter (2005)
- xXx 2: The Next Level (xXx: State of the Union), regia di Lee Tamahori (2005)
- Star Wars - Episodio III - La vendetta dei Sith (Star Wars: Episode III - Revenge of the Sith), regia di George Lucas (2005)
- The Man - La talpa (The Man), regia di Les Mayfield (2005)
- Il colore del crimine (Freedomland), regia di Joe Roth (2006)
- Snakes on a Plane, regia di David R. Ellis (2006)
- Black Snake Moan, regia di Craig Brewer (2006)
- Home of the Brave - Eroi senza gloria (Home of the Brave), regia di Irwin Winkler (2006)
- La rivincita del campione (Resurrecting the champ), regia di Rod Lurie (2007)
- 1408, regia di Mikael Håfström (2007)
- Cleaner, regia di Renny Harlin (2007)
- Jumper - Senza confini (Jumper), regia di Doug Liman (2008)
- Iron Man, regia di Jon Favreau (2008) – cameo non accreditato; Nick Fury
- La terrazza sul lago (Lakeview Terrace), regia di Neil LaBute (2008)
- Gospel Hill, regia di Giancarlo Esposito (2008)
- Soul Men, regia di Malcolm D. Lee (2008)
- The Spirit, regia di Frank Miller (2008)
- Mother and Child, regia di Rodrigo García (2009)
- Iron Man 2, regia di Jon Favreau (2010) – Nick Fury
- Unthinkable, regia di Gregor Jordan (2010)
- I poliziotti di riserva (The Other Guys), regia di Adam McKay (2010)
- Thor, regia di Kenneth Branagh (2011) – cameo; Nick Fury
- Captain America - Il primo Vendicatore (Captain America: The First Avenger), regia di Joe Johnston (2011) – cameo; Nick Fury
- Death Games (Arena), regia di Jonah Loop (2011)
- Fury (The Samaritan), regia di David Weaver (2012)
- Incontro con il male (Meeting Evil), regia di Chris Fisher (2012)
- The Avengers, regia di Joss Whedon (2012) – Nick Fury
- Django Unchained, regia di Quentin Tarantino (2012)
- Oldboy, regia di Spike Lee (2013)
- Un ragionevole dubbio (Reasonable Doubt), regia di Peter Howitt (2014)
- RoboCop, regia di José Padilha (2014)
- Captain America: The Winter Soldier, regia di Anthony e Joe Russo (2014) – Nick Fury
- Kite, regia di Ralph Ziman (2014)
- Big Game - Caccia al Presidente (Big Game), regia di Jalmari Helander (2014)
- Kingsman: Secret Service (Kingsman: The Secret Service), regia di Matthew Vaughn (2014)
- Avengers: Age of Ultron, regia di Joss Whedon (2015) – Nick Fury
- Barely Lethal - 16 anni e spia (Barely Lethal), regia di Kyle Newman (2015)
- Chi-Raq, regia di Spike Lee (2015)
- The Hateful Eight, regia di Quentin Tarantino (2015)
- Cell, regia di Tod Williams (2016)
- The Legend of Tarzan, regia di David Yates (2016)
- Miss Peregrine - La casa dei ragazzi speciali (Miss Peregrine's Home for Peculiar Children), regia di Tim Burton (2016)
- xXx - Il ritorno di Xander Cage (xXx: Return of Xander Cage), regia di D. J. Caruso (2017)
- Kong: Skull Island, regia di Jordan Vogt-Roberts (2017)
- Come ti ammazzo il bodyguard (The Hitman's Bodyguard), regia di Patrick Hughes (2017)
- Unicorn Store, regia di Brie Larson (2017)
- La vita in un attimo (Life Itself), regia di Dan Fogelman (2018)
- Avengers: Infinity War, regia di Anthony e Joe Russo (2018) – cameo; Nick Fury
- Glass, regia di M. Night Shyamalan (2019)
- Captain Marvel, regia di Anna Boden e Ryan Fleck (2019) – Nick Fury
- Avengers: Endgame, regia di Anthony e Joe Russo (2019) – cameo; Nick Fury
- Spider-Man: Far from Home, regia di Jon Watts (2019) – Nick Fury
- Shaft, regia di Tim Story (2019)
- Era mio figlio (The Last Full Measure), regia di Todd Robinson (2020)
- The Banker, regia di George Nolfi (2020)
- Death to 2020, regia di Charlie Brooker (2020)
- Spiral - L'eredità di Saw (Spiral: From the Book of Saw), regia di Darren Lynn Bousman (2021)
- Come ti ammazzo il bodyguard 2 - La moglie del sicario (Hitman's Wife's Bodyguard), regia di Patrick Hughes (2021)
- The Protégé, regia di Martin Campbell (2021)
- The Marvels, regia di Nia DaCosta (2023) – Nick Fury
- La stanza degli omicidi (The Kill Room), regia di Nicol Paone (2023)
- Argylle - La super spia (Argylle), regia di Matthew Vaughn (2024)
- The Piano Lesson, regia di Malcolm Washington (2024)
- Damaged, regia di Terry McDonough (2024)

#### Televisione
- Movin' On - serie TV, episodio 2x17 (1976)
- The Displaced Person, regia di Glenn Jordan - film TV (1977)
- The Trial of the Moke, regia di Stan Lathan - film TV (1978)
- Spenser (Spenser: For Hire) - serie TV, 2 episodi (1986-1987)
- Uncle Tom's Cabin, regia di Stan Lathan - film TV (1987)
- Dead Man Out, regia di Richard Pearce – film TV (1989)
- Un uomo chiamato Falco (A Man Called Hawk) - serie TV, episodio 1x10 (1989)
- The Days and Nights of Molly Dodd - serie TV, episodio 3x07 (1989)
- Law & Order - I due volti della giustizia (Law & Order) - serie TV, episodio 1x14 (1991)
- Roc - serie TV, episodio 1x07 (1991)
- Dead and Alive: The Race for Gus Farace, regia di Peter Markle - film TV (1991)
- Ghostwriter - serie TV, 3 episodi (1992)
- Io volerò via (I'll Fly Away) - serie TV, episodio 2x09 (1992)
- The American Experience - serie TV, episodio 5x10 (1993)
- Corte marziale - Death Sentence (Assault at West Point: The Court-Martial of Johnson Whittaker), regia di Harry Moses - film TV (1994)
- The Prison (Against The Wall), regia di John Frankenheimer - film TV (1994)
- Michael Jackson: 30th Anniversary Celebration (2001)
- Freedom: A History of Us - serie TV, 5 episodi (2003)
- Extras - serie TV, episodio 1x05 (2005)
- Great Performances - serie TV, 1 episodio (2005)
- Sunset Limited, regia di Tommy Lee Jones - film TV (2011)
- Curiosity - programma TV (2011)
- Agents of S.H.I.E.L.D. - serie TV, episodi 1x02-1x22 (2013-2014) – Nick Fury
- Gli ultimi giorni di Tolomeo Grey (The Last Days of Ptolemy Grey) - miniserie TV, 6 episodi (2022)
- Secret Invasion - miniserie TV, 6 puntate (2023) – Nick Fury

### Doppiatore
- Fluke, regia di Carlo Carlei (1995)
- Happily Ever After: Fairy Tales for Every Child - serie animata, episodio 5x02 (1997)
- Our Friend, Martin, regia di Robert Brousseau e Vincenzo Trippetti (1999)
- The Proud Family - serie animata, episodio 1x11 (2001)
- Gli Incredibili - Una "normale" famiglia di supereroi (The Incredibles), regia di Brad Bird (2004)
- Grand Theft Auto: San Andreas - videogioco (2004)
- The Boondocks – serie animata, 5 episodi (2005-2010)
- The Adventures of Mr. Incredible, regia di Roger Gould - cortometraggio (2005)
- Marce of the Penguins, regia di Bob Saget (2006) - narratore
- Afro Samurai – serie animata, 5 episodi (2007)
- Star Wars: The Clone Wars (Star Wars: The Clone Wars), regia di Dave Filoni - film TV (2008) – Mace Windu
- Bastardi senza gloria (Inglourious Basterds), regia di Quentin Tarantino (2009) - voce narrante
- Astro Boy, regia di David Bowers (2009)
- Afro Samurai: Resurrection, regia di Fuminori Kizaki - film TV (2009)
- The RRF in New Recruit, regia di David Bowers - cortometraggio (2010)
- Quantum Quest: A Cassini Space Odyssey, regia di Kevin Altieri (2010)
- Heroes of Newerth - videogioco (2010)
- African Cats - Il regno del coraggio (African Cats), regia di Alastair Fothergill (2011)
- The Colbert Report - serie TV, episodio 8x47 (2012) - voce narrante
- Zambezia, regia di Wayne Thornley (2012)
- Turbo, regia di David Soren (2013)
- Disney Infinity - videogioco (2013)
- Disney Infinity 2.0: Marvel Super Heroes - videogioco (2014)
- I Am Not Your Negro, regia di Raoul Peck - documentario (2016) - voce narrante
- Disney Infinity 3.0 - videogioco (2015)
- Gli Incredibili 2 (Incredibles 2), regia di Brad Bird (2018)
- Star Wars - L'ascesa di Skywalker (Star Wars: The Rise of Skywalker), regia di J. J. Abrams (2019) - cameo
- What If...? - serie animata (2021) – Nick Fury
- Paws of Fury - La leggenda di Hank (Paws of Fury: The Legend of Hank), regia di Rob Minkoff, Mark Koetsier e Chris Bailey (2022)
- Garfield - Una missione gustosa (The Garfield Movie), regia di Mark Dindal (2024)

### Produttore
- La baia di Eva (Eve's Bayou), regia di Kasi Lemmons (1997)
- Crime Shades (The Caveman's Valentine), regia di Kasi Lemmons (2001)
- Codice 51 (The 51st State), regia di Ronny Yu (2001)
- Afro Samurai - miniserie TV animata (2009)
- Cleaner, regia di Renny Harlin (2007)
- Afro Samurai: Resurrection, regia di Fuminori Kizaki - film TV (2009)
- Fury (The Samaritan), regia di David Weaver (2012)

## Teatro
- Madre Coraggio e i suoi figli di Bertolt Brecht, regia di Wilford Leach. Public Theater dell'Off-Broadway (1980)
- Home di Samm-Art Williams, regia di Douglas Turner Ward. Theater Four dell'Off-Broadway (1981)
- A Soldier's Play di Charles Fuller, regia di Douglas Turner Ward. Theater Four dell'Off-Broadway (1981)
- District Line di Joseph A. Walker, regia di Douglas Turner Ward. Theater Four dell'Off-Broadway (1984)
- Prince di Charles Fuller, regia di Douglas Turner Ward. Theater Four dell'Off-Broadway (1988)
- Sally di Charles Fuller, regia di Douglas Turner Ward. Theater Four dell'Off-Broadway (1988)
- Burner's Frolic di Charels Fuller, regia di Douglas Turner Ward. Theater Four dell'Off-Broadway (1990)
- Two Trains Running di August Wilson, regia di Lloyd Richards. Yale Repertory Theatre di New Haven (1990)
- The Piano Lesson di August Wilson, regia di Lloyd Richards. Walter Kerr Theatre di Broadway (1990)
- The Mountaintop di Katori Hall, regia di Kenny Leon. Bernard B. Jacobs Theatre di Broadway (2011)
- The Piano Lesson di August Wilson, regia di LaTanya Richardson. Ethel Barrymore Theatre di Broadway (2022)

## Riconoscimenti
- Premio Oscar
  - 1995 – Candidatura al miglior attore non protagonista per Pulp Fiction[30]
  - 2022 – Premio alla carriera[31]
- Golden Globe
  - 1995 – Candidatura al miglior attore in una miniserie o film per la televisione per The Prison[32]
  - 1995 – Candidatura al miglior attore non protagonista per Pulp Fiction[32]
  - 1997 – Candidatura al miglior attore non protagonista per Il momento di uccidere[32]
  - 1998 – Candidatura al miglior attore in un film commedia o musicale per Jackie Brown [32]
- BAFTA
  - 1995 – Miglior attore non protagonista per Pulp Fiction[33]
- Tony Award
  - 2023 – Candidatura al miglior attore non protagonista in un'opera teatrale per The Piano Lesson[34]

## Doppiatori italiani
Nelle versioni in italiano delle opere in cui ha recitato, Samuel L. Jackson è stato doppiato da:
- Luca Ward in White Sands - Tracce nella sabbia, Hail Caesar, Pulp Fiction, Die Hard - Duri a morire, Jackie Brown, Sfera, Blu profondo, Unbreakable - Il predestinato, Codice 51, Basic, In My Country, Home of the Brave - Eroi senza gloria, Cleaner, Jumper - Senza confini, Mother and Child, Death Games, Sunset Limited, Big Game - Caccia al Presidente, Kingsman - Secret Service, Barely Lethal - 16 anni e spia, The Hateful Eight, Miss Peregrine - La casa dei ragazzi speciali, Come ti ammazzo il bodyguard, La vita in un attimo, Unicorn Store, Glass, Spiral - L'eredità di Saw, Amened: libertà in America, Come ti ammazzo il bodyguard 2 - La moglie del sicario, Gli ultimi giorni di Tolomeo Grey, La stanza degli omicidi, Argylle - La super spia
- Paolo Buglioni in Amos & Andrew, New Age - Nuove tendenze, Alla ricerca di Jimmy, Sydney, Star Wars - Episodio I - La minaccia fantasma, Shaft (film 2000), Star Wars - Episodio II - L'attacco dei cloni, Star Wars - Episodio III - La vendetta dei Sith, Extras, Iron Man, Iron Man 2, Thor, Captain America - Il primo Vendicatore, The Avengers, Agents of S.H.I.E.L.D., Captain America: The Winter Soldier, Avengers: Age of Ultron, Cell, Avengers: Infinity War, Captain Marvel, Avengers: Endgame[35], Spider-Man: Far from Home, Era mio figlio, The Banker, The Marvels, Secret Invasion, The Piano Lesson
- Alessandro Rossi in Il momento di uccidere, Spy, Il negoziatore, Ipotesi di reato, xXx, S.W.A.T. - Squadra speciale anticrimine, La tela dell'assassino, Coach Carter, xXx 2: The Next Level, The Man - La talpa, Il colore del crimine, 1408, La terrazza sul lago, Soul Men, The Spirit, I poliziotti di riserva, Fury, xXx - Il ritorno di Xander Cage, Shaft (film 2019)
- Massimo Corvo ne Il bacio della morte, Codice omicidio 187, La baia di Eva, Crime Shades, Snakes on a Plane, Django Unchained, Oldboy, Un ragionevole dubbio, RoboCop, The Legend of Tarzan, Kong: Skull Island, Damaged
- Francesco Pannofino in Quei bravi ragazzi, Regole d'onore, No Good Deed - Inganni svelati
- Sergio Di Stefano in Aule turbolente, Black Snake Moan
- Claudio Fattoretto in Giochi di potere, Jurassic Park
- Fabrizio Pucci in Palle in canna, La rivincita del campione
- Stefano Mondini in Corte marziale - Death Sentence, The Prison
- Paolo Marchese in Incontro con il male, The Protégé
- Maurizio Fardo ne Il principe cerca moglie
- Mauro Gravina in Fa' la cosa giusta
- Gianluca Iacono ne Il ritorno di Superfly
- Sandro Sardone in Mo' Better Blues
- Angelo Maggi in Law & Order - I due volti della giustizia
- Teo Bellia in Jungle Fever
- Bruno Conti in Johnny Suede
- Massimo De Ambrosis in Presagio di morte
- Mauro Magliozzi in Una vita al massimo
- Giorgio Locuratolo in Lontano da Isaiah
- Carlo Valli ne La grande promessa
- Diego Reggente in Mosche da bar
- Michele Gammino in Out of Sight
- Stefano De Sando ne Il violino rosso
- Vittorio Di Prima in Kill Bill: Volume 2
- Massimiliano Lotti in Unthinkable
- Andrea Ward in Jackie Brown (ridoppiaggio Netflix)

Da doppiatore, Jackson è stato sostituito da:
- Massimo Corvo ne Gli incredibili - Una "normale" famiglia di supereroi, I Am Not Your Negro, Gli Incredibili 2
- Alessandro Rossi in Turbo, Disney Infinity 2.0: Marvel Super Heroes, Disney Infinity 3.0
- Fabrizio Pucci in Bastardi senza gloria, What If...?
- Pasquale Anselmo in Fluke
- Luca Ward in The Boondocks
- Roberto Certomà in The Boondocks
- Alberto Angrisano in Star Wars: The Clone Wars
- Claudia Cardinale in African Cats - Il regno del coraggio
- Lorenzo Scattorin in Zambezia
- Paolo Buglioni in Star Wars: L'ascesa di Skywalker
- Paolo Marchese in Paws of Fury - La leggenda di Hank
- Simone Mori in Garfield - Una missione gustosa